# MUOS 1
MUOS 1 (Mobile User Objective System) — первый из пяти спутников связи системы MUOS, обслуживаемой ВМФ США. Система связи MUOS имеет пропускную способность, в десять раз превышающую текущую систему UFO.

## Конструкция
Спутник построен компанией Lockheed Martin на платформе A2100.